# Bnei-Akiva

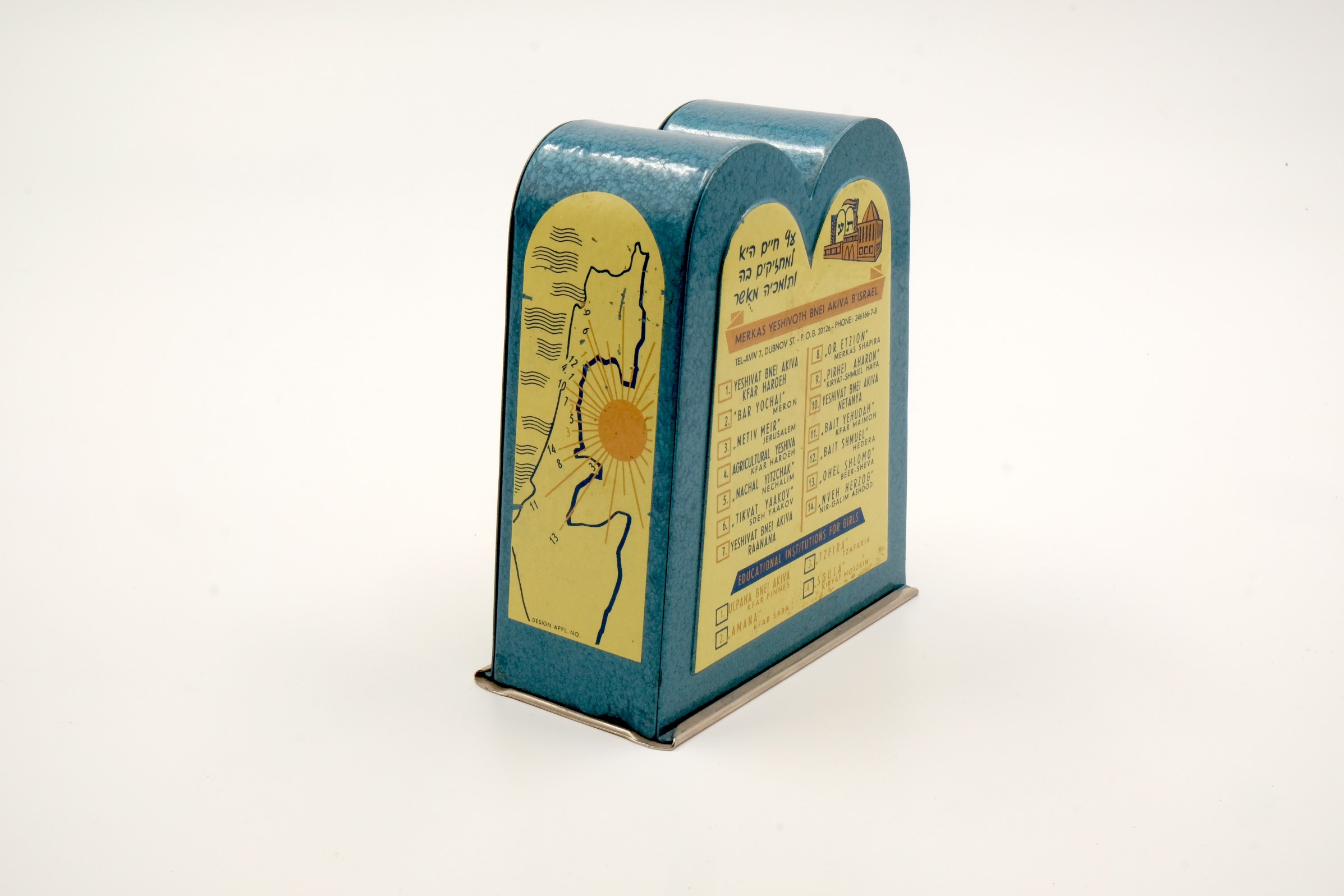
Boîte à dons du Merkas Yeshivot Bnei Akiva B'Israel, années 1960-70, Tel Aviv, dans la collection du Musée juif de Suisse.

Bnei-Akiva (בני עקיבא) est un mouvement de jeunesse sioniste, juif et religieux créé dans la première moitié du XXe siècle, et toujours actif aujourd'hui. 
Il est le principal mouvement de jeunesse de la communauté religieuse nationale en Israël et le troisième plus grand mouvement de jeunesse en Israël. Le mouvement de jeunesse possède une branche dans la diaspora, Bnei Akiva Olamit.

## Nom, symbole et hymne
Le nom du mouvement fait référence au Rabbi Akiva, qui symbolise à la fois l'héroïsme juif et l'étude de la Torah. 
Un symbole exprime son ethos central, « Torah et travail » : les tables de la loi et à côté d'elles des feuilles d'olivier et d'orge et au - dessus d'elles une faux et une fourche, sur la planche de droite est écrite la lettre ת (taf), qui symbolise la Torah, et sur la table de gauche se trouve la lettre ע (ayn), qui symbolise le travail et l'agriculture. Un proverbe du mouvement de jeunnese est « Sanctifiez votre vie dans la Torah et purifiez-vous dans le travail ».
Son hymne s'appelle Yad Achim.

## Histoire du mouvement
Le mouvement est fondé en 1929 à l'initiative du parti Mizrahi et de l'association Hapoel Hamizrahi. Le Bnei-Akiva contribue à la formation d'une nouvelle génération fidèle à la Torah, au peuple et à la Terre d'Israël, génération devant subvenir à ses besoins par le travail, et ce dans un esprit de Torah : éducation, religion, respect et de traditions.
Ce principe se retrouve dans la devise du mouvement "תורה ועבודה" (Tora ve Avoda, Tora et Travail, en hébreu), inscrite sur le "סמל" (Semel, insigne) du mouvement. Les membres du Bnei-Akiva ont participé à la création des Kibbutz en Israël.
Le mouvement entretient plusieurs yeshivot.
Le mouvement Bnei-Akiva Olamit est présent aujourd'hui dans 25 pays. Il est en partie financé par l'Agence juive.
En France, elle organise également de nombreux séminaires destinés aux enseignants des écoles juives.